# Bedford (Pennsilvània)
Bedford és una població dels Estats Units a l'estat de Pennsilvània. Segons el cens del 2000 tenia 3.141 habitants.

## Demografia
Segons el cens del 2000, Bedford tenia 3.141 habitants, 1.536 habitatges, i 832 famílies. La densitat de població era de 1.092,6 habitants per quilòmetre quadrat.
Dels 1.536 habitatges en un 21,2% hi vivien nens de menys de 18 anys, en un 42,3% hi vivien parelles casades, en un 9,6% dones solteres, i en un 45,8% no eren unitats familiars. En el 40,5% dels habitatges hi vivien persones soles el 19,7% de les quals corresponia a persones de 65 anys o més que vivien soles. El nombre mitjà de persones vivint en cada habitatge era de 2,04 i el nombre mitjà de persones que vivien en cada família era de 2,76.
Per edats la població es repartia de la següent manera: un 18,8% tenia menys de 18 anys, un 7,5% entre 18 i 24, un 26,1% entre 25 i 44, un 24,8% de 45 a 60 i un 22,8% 65 anys o més.
L'edat mediana era de 43 anys. Per cada 100 dones de 18 o més anys hi havia 77,5 homes.
La renda mediana per habitatge era de 28.549 $ i la renda mediana per família de 39.122 $. Els homes tenien una renda mediana de 29.148 $ mentre que les dones 21.375 $. La renda per capita de la població era de 18.028 $. Entorn del 8,5% de les famílies i l'11,9% de la població estaven per davall del llindar de pobresa.

## Poblacions més properes
El següent diagrama mostra les poblacions més properes.